# Grécia nos Jogos Olímpicos de Verão de 1968
A Grécia participou dos  Jogos Olímpicos de Verão de 1968 na Cidade do México, na México.

## Medalhista

### Bronze
- Petros Galaktopoulos - Luta greco-romana de 63 a 70 kg.